# 사냥돌

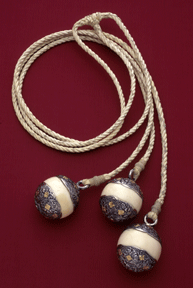

사냥돌(돌호리개)(스페인어: bola 볼라[*])은 줄의 양 끝에 묵직한 물건을 달아놓은 투척무기로, 동물에게 던져서 동물의 다리를 휘감아 포획하는 용도로 만들어졌다. 아르헨티나의 카우보이인 가우초들이 사용한 것이 유명하다.

## 같이 보기
- 유성추